# Бриллиант, Марина Давыдовна
Марина Давыдовна Бриллиант (23 декабря 1934, Москва — 21 апреля 1990, Москва) — советский учёный-гематолог, доктор медицинских наук, профессор, лауреат Государственной премии СССР (1987).

## Биография
Родилась 23 декабря 1934 года, в Москве. Работала в Институте биофизики Минздрава. Занималась лечением острой лучевой болезни под руководством А. И. Воробьёва. В 1972 первой в Советском Союзе начала программное лечение острого лимфобластного лейкоза детей, добилась излечения 50 % пациентов.
Первой предложила наиболее щадящий способ профилактики нейролейкоза с помощью двух цитостатиков (метотрексата и цитозара), вводимых эндолюмбально, отказавшись от ранее обязательного облучения головы. Участвовала в создании первой системы биологической дозиметрии, успешно применённой при лечении пострадавших в Чернобыльской катастрофе. Внимательное отношение к каждому пациенту и ведение графиков физиологических показателей («Лист динамического наблюдения») стало ключом к обнаружению жёсткой зависимости изменения числа лейкоцитов в крови от дозы облучения, приходящегося на костный мозг и к созданию первой Системы биологической дозиметрии.
Большую часть жизни (начав как старший лаборант у И. А. Кассирского и закончив карьеру как старший научный сотрудник) М. Д. Бриллиант проработала на кафедре гематологии Центрального института усовершенствования врачей в Москве, где преподавала программную химиотерапию онкогематологических заболеваний. Проводила фундаментальные работы по изучению патогенеза лейкозов, участвовала в создании современной схемы кроветворения, классификации гемобластозов и разработке методов интенсивной терапии при гемопатиях. Умерла 21 апреля 1990 года, в Москве

## Награды
Лауреат Государственной премии СССР за разработку интенсивной терапии в гематологии (1987). Орден «Трудового красного знамени» за лечение жертв Чернобыльской аварии.

## Основные публикации
- Баранов А. Е., Бриллиант М. Д., Воробьёв А. И. Лечение цитостатической болезни // Терап. архив. — 1975. — Т. 47, № 6. — С. 79–87.
- Бриллиант М. Д. Лечение острых лейкозов // Терап. архив. — 1973. — Т. 45, № 9. — С. 72–85.
- Бриллиант М. Д. Некоторые особенности строения эритроцита при гемолитических анемиях: Автореф. дис. … канд. мед. наук. — М., 1965. — 15 с.
- Бриллиант М. Д., Воробьёв А. И. Влияние плазмы на резистентность эритроцитов при заболеваниях крови // Пробл. гематол. перелив. крови. — 1962. — № 7. — С. 7–13.
- Бриллиант М. Д., Воробьёв А. И. Возрастные различия родоначальных кроветворных клеток и некоторые проблемы канцерогенеза // Терап. архив. — 1990. — Т. 62, № 7. — С. 15–20.
- Бриллиант М. Д., Воробьёв А. И. Изменения некоторых показателей периферической крови при тотальном облучении человека // Пробл. гематол. перелив. крови. — 1972. — Т. 17, № 1. — С. 27–31.
- Бриллиант М. Д., Воробьёв А. И., Гогин Е. Е. Отдалённые последствия действия малых дох ионизирующей радиации на человека // Терап. архив. — 1987. — Т. 59, № 6. — С. 3–8.
- Бриллиант М. Д., Воробьёв Ю. И., Гарбузов М. И., Балихина Г. Д., Мещерякова Н. А. Нейролейкемия // Терап. архив. — 1974. — Т. 46, № 8. — С. 35–43.
- Бриллиант М. Д., Воробьёв А. И., Дубровская В. С., Пославская Е. Е.  (англ.) = Brilliant M. D. et al. Importance of determination of the osmotic and acid resistance of erythrocytes in clinical management of the hemolytic anemias // Fed. Proc. — 1963. — No. May–Jun., Suppl. 22. — P. 475–478.
- Бриллиант М. Д., Воробьёв А. И., Дубровская В. С., Пославская Е. Е., Свирина З. Л. [Важность определения осмотической и кислотной резистентности эритроцитов в клинических аспектах гемолитической анемии] // Lyon Chir. — 1962. — № 8. — С. 3–9.
- Бриллиант М. Д., Воробьёв А. И., Франк Г. А. Иммунобластные лимфадениты // Клинич. мед. — 1977. — Т. 55, № 7. — С. 128–135.
- Бриллиант М. Д., Домрачева Е. В., Тихонова Л. Ю., Воробьёв А. И. Полиморфизм миелопролиферативных опухолевых процессов // Терап. архив. — 1988. — Т. 60, № 5. — С. 3–9.
- Бриллиант М. Д., Клевезаль Г. А., Мордвинцев П. И., Хангулов С. В. и соавт. Определение накопленной дозы гамма-излучения по эмали зуба // Гематол. трансфузиол. — 1990. — Т. 35, № 12. — С. 11–16.
- Воробьёв А. И., Баранов А. Е., Бриллиант М. Д., Пяткин Е. К., Шишкова Т. В. К вопросу о наследственных нейтропениях // Терап. архив. — 1966. — Т. 38, № 2. — С. 70–76.
- Воробьёв А. И., Бриллиант М. Д. Вопрос о критериях в классификации лейкозов // Пробл. гематол. перелив. крови. — 1973. — Т. 18, № 1. — С. 3–11.
- Воробьёв А. И., Бриллиант М. Д. Гипертермия во внутренней клинике // Терап. архив. — 1981. — Т. 53, № 10. — С. 4–14.
- Воробьёв А. И., Бриллиант М. Д. Гипотеза о механизме угнетения нормального кроветворения при лейкозах // Пробл. гематол. перелив. крови. — 1974. — Т. 19, № 3. — С. 10–15.
- Воробьёв А. И., Бриллиант М. Д. Дифференцированная терапия хронического лимфолейкоза // Терап. архив. — 1983. — Т. 55, № 8. — С. 7–15.
- Воробьёв А. И., Бриллиант М. Д. Лейкемоидные реакции // Терап. архив. — 1976. — Т. 48, № 8. — С. 88–95.
- Воробёв А. И., Бриллиант М. Д. Лечение острого лимфобластного лейкоза // Пробл. гематол. перелив. крови. — 1976. — Т. 21, № 7. — С. 3–9.
- Воробьёв А. И., Бриллиант М. Д. Лимфоцитома селезёнки и классификация лимфоцитом // Терап. архив. — 1982. — Т. 54, № 8. — С. 8–14.
- Воробьёв А. И., Бриллиант М. Д. Макрофагальные опухоли // Терап. архив. — 1983. — Т. 55, № 1. — С. 118–126.
- Воробьёв А. И., Бриллиант М. Д. Некоторые дискуссионные вопросы амбулаторного лечения опухолей системы крови // Терап. архив. — 1984. — Т. 56, № 1. — С. 18–24.
- Воробьёв А. И., Бриллиант М. Д. Некоторые проблемы изучения лейкозов человека // Пробл. гематол. перелив. крови. — 1977. — Т. 22, № 9. — С. 3–10.
- Воробьёв А. И., Бриллиант М. Д. Некоторые теоретические вопросы лейкогенеза // Терап. архив. — 1980. — Т. 52, № 9. — С. 7–13.
- Воробьёв А. И., Бриллиант М. Д. Об этиологии лейкозов человека // Терап. архив. — 1978. — Т. 50, № 7. — С. 3–10.
- Воробьёв А. И., Бриллиант М. Д. Опыт амбулаторного лечения больных гемобластозами // Терап. архив. — 1977. — Т. 49, № 8. — С. 3–9.
- Воробьёв А. И., Бриллиант М. Д. Патогенез и терапия лейкозов. — М.: Медицина, 1976. — 343 с. — 15 000 экз.
- Воробьёв А. И., Бриллиант М. Д. Программное лечение острых лейкозов // Терап. архив. — 1990. — Т. 62, № 7. — С. 3–11.
- Воробьёв А. И., Бриллиант М. Д. Хронический моноцитарный лейкоз // Пробл. гематол. перелив. крови. — 1973. — Т. 18, № 4. — С. 5–11.
- Воробьёв А. И., Бриллиант М. Д., Андреева Н. Е. Патология иммунных комплексов // Терап. архив. — 1979. — Т. 51, № 9. — С. 3–11.
- Воробьёв А. И., Бриллиант М. Д., Баранов А. Е. Цитостатическая болезнь (к вопросу о лекарственных агранулоцитозах) // Терап. архив. — 1975. — Т. 47, № 6. — С. 3–11.
- Воробьёв А. И., Бриллиант М. Д., Баранов А. Е., Вялова Н. А., Груздева Н. М. 2 случая острой лучевой болезни тяжёлой степени // Терап. архив. — 1973. — Т. 45, № 9. — С. 85–93.
- Воробьёв А. И., Бриллиант М. Д., Баранов А. Е., Селидовкин Г. Д., Пяткин Е. К. Принципы биологической дозиметрии при острой лучевой болезни // Клин. мед. — 1975. — Т. 53, № 5. — С. 69–74.
- Воробьёв А. И., Бриллиант М. Д., Городецкий В. М., Волков Н. Н. Приобретённый иммунодефицит и принцип «один донор – один больной» // Терап. архив. — 1985. — Т. 57, № 7. — С. 3–6.
- Воробьёв А. И., Бриллиант М. Д., Коробченко З. А. Лучевая терапия внекостномозговых очагов лейкемической инфильтрации при остром лейкозе // Сов. мед. — 1974. — № 10. — С. 15–20.
- Воробьёв А. И., Бриллиант М. Д., Тихонова Л. Ю., Самойлова Р. С., Маргулис Е. Я. Зрелоклеточные лимфоцитарные опухоли // Терап. архив. — 1986. — Т. 58, № 9. — С. 4–8.
- Воробьёв А. И., Бриллиант М. Д., Чертков И. Л. Современная схема кроветворения и возможные мишени гемобластозов // Терап. архив. — 1981. — Т. 53, № 9. — С. 3–14.
- Воробьёв А. И., Бронштейн М. И., Баранов А. Е., Бриллиант М. Д. О промиелоцитарном варианте острого лейкоза // Вестн. Акад. Мед. Наук СССР. — 1968. — Т. 23, № 4. — С. 36–46.
- Воробьёв А. И., Городецкий В. М., Бриллиант М. Д. Плазмаферез в клинической практике // Терап. архив. — 1984. — Т. 56, № 6. — С. 3–9.
- Воробьёв А. И., Фокина Н. Т., Бриллиант М. Д., Филькова Е. М. Комбинированная терапия лимфогранулематоза // Пробл. гематол. перелив. крови. — 1981. — Т. 26, № 8. — С. 3–7.
- Воробьёв А. И., Чернега Г. В., Абдуллаева В. М., Баранов А. Е., Бриллиант М. Д. Клиническая картина острой лучевой болезни при неравномерном гамма-нейтронном облучении // Сов. мед. — 1976. — № 3. — С. 128–132.
- Воробьёв А. И., Чертков И. Л., Бриллиант М. Д. Классификация опухолей системы крови – гемобластозов // Арх. патол. — 1976. — Т. 38, № 2. — С. 9–23.
- Диагностика и терапия некоторых гемобластозов: Метод. рекомендации / М-во здравоохранения СССР, Гл. упр. лечеб.-профилакт. помощи; [Сост.: А. И. Воробьёв, А. В. Демидова, М. Д. Бриллиант и др.].. — М.: [Б. и.], 1978. — 31 с. — 1000 экз.
- Домрачева Е. В., Бриллиант М. Д., Воробьёв А. И., Гулина Г. П. К проблеме радиационного лейкогенеза // Гематол. трансфузиол. — 1990. — Т. 35, № 6. — С. 3–9.
- Домрачева Е. В., Колесникова А. И., Воробьёв А. И., Бриллиант М. Д., Хоптынская С. К. Стромальные клетки предшественники костного мозга больных хроническим миелолейкозом // Пробл. гематол. перелив. крови. — 1980. — Т. 25, № 7. — С. 16–19.
- Домрачева Е. В., Колесникова А. И., Рогова Е. М., Хоптынская С. К., Бриллиант М. Д. Стромальные клетки предшественники (КОЕ фи) костного мозга больных острым лейкозом // Пробл. гематол. перелив. крови. — 1981. — Т. 26, № 7. — С. 35–38.
- Домрачева Е. В., Рогова Е. М., Бриллиант М. Д. Культура фибробластов костного мозга при остром промиелоцитарном лейкозе // Терап. архив. — 1982. — Т. 54, № 8. — С. 108–110.
- Кондратьева Н. А., Бриллиант М. Д., Круглова Г. В., Абдулкадыров К. М., Ушакова Е. А. Результаты кооперированного клинического изучения при гемобластозе отечественного препарата тиогуанина // Пробл. гематол. перелив. крови. — 1981. — Т. 26, № 2. — С. 7–12.
- Кондратьева Н. А., Воробьёв А. И., Бриллиант М. Д., Абдулкадыров К. М., Ушакова Е. А. Сравнительное изучение двух препаратов циклоцидина (СССР, Япония) у больных лейкозами // Пробл. гематол. перелив. крови. — 1982. — Т. 27, № 7. — С. 35–42.
- Кондратьева Н. А., Лорие Ю. И., Круглова Г. В., Воробьёв А. И., Бриллиант М. Д. Результаты кооперированного клинического изучения леуназы // Пробл. гематол. перелив. крови. — 1980. — Т. 25, № 8. — С. 5–8.
- Кондратьева Н. А., Лорие Ю. И., Круглова Г. В., Воробьёв А. И., Бриллиант М. Д. Результаты кооперированного клинического изучения отечественной L-аспарагиназы из E. coli // Пробл. гематол. перелив. крови. — 1980. — Т. 25, № 7. — С. 3–9.
- Коробченко З. А., Бриллиант М. Д., Шахматов В. И., Воробьёв А. И. Организация асептических палат для больных агранулоцитозом // Пробл. гематол. перелив. крови. — 1971. — Т. 16, № 2. — С. 58–61.
- Рогова Е. М., Домрачева Е. В., Бриллиант М. Д. Влияние на рост фибробластов костного мозга человека сывороток крови больных различными гематологическими заболеваниями // Терап. архив. — 1981. — Т. 53, № 9. — С. 123–127.
- Рогова Е. М., Домрачева Е. В., Бриллиант М. Д. Эффективность колониеобразования фибробластов (ЭКО фи) костного мозга у гематологически здоровых лиц // Пробл. гематол. перелив. крови. — 1981. — Т. 26, № 7. — С. 39–40.
- Руководство по гематологии: В 3 т. / Под ред. А. И. Воробьёва. — 3-е изд., перераб. и доп. — М.: Ньюдиамед, 2002. — Т. 1. — 280 с. — ISBN 5-88107-038-0.
- Ушаков А. А., Бриллиант М. Д., Потапова С. Г., Тихонова Л. Ю., Воробьёв И. А. Особенности ультраструктуры лимфоцитов крови при хронических лимфопролиферативных заболеваниях // Гематол. трансфузиол. — 1995. — Т. 40, № 4. — С. 16–20.